# Jakov Ignjatović
Jakov Ignjatović (Јаков Игњатовић; Szentendre, 8 dicembre 1822 – Novi Sad, 5 luglio 1889) è stato uno scrittore, giornalista e politico serbo.

## Biografia
Ignjatović. trascorse la sua infanzia presso Pest, che era il centro spirituale ed economico dei serbi in Ungheria. 
Il percorso di studi di Ignjatović culminò con la laurea in giurisprudenza ottenuta a Kecskemét, dove esercitò la professione di avvocato.
Ignjatović si avvicinò alla letteratura giovanissimo, all'età di quattordici anni, con liriche prevalentemente romantiche.

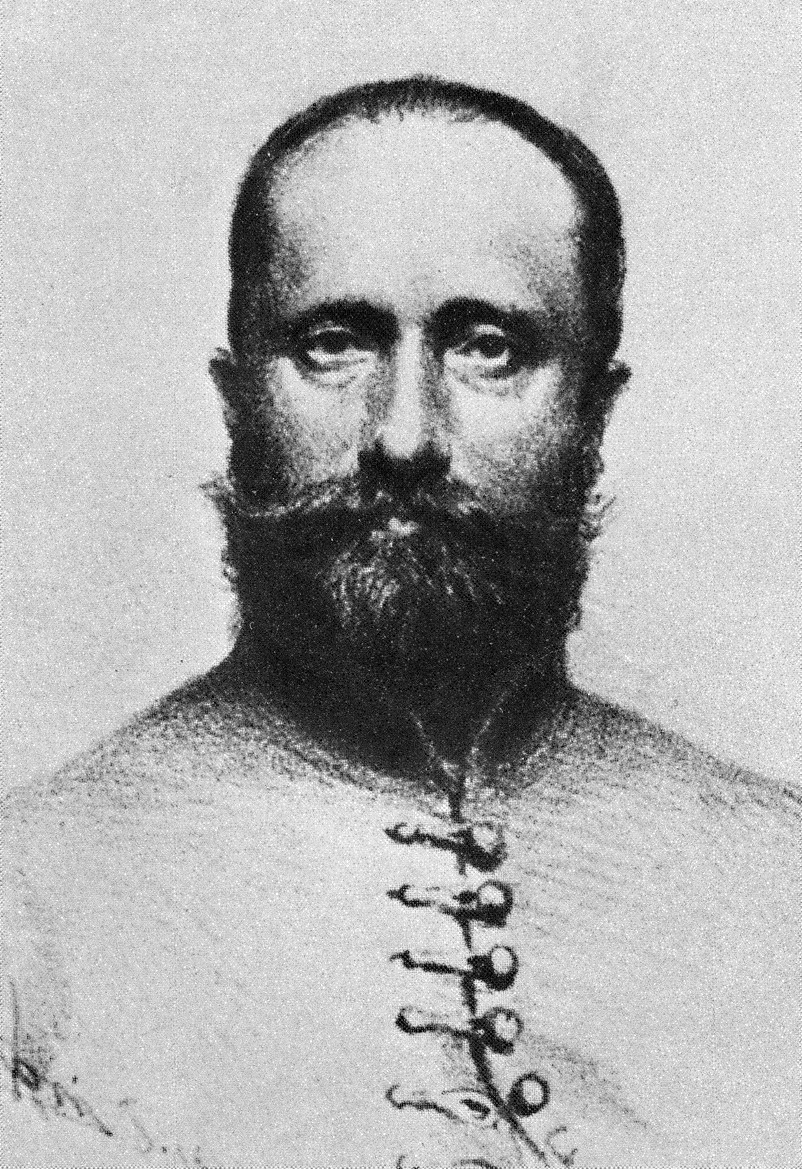
Jakov Ignjatović

In seguito alla sua partecipazione alla rivoluzione ungherese del 1848, Ignjatović venne arrestato dalle autorità asburgiche e fu costretto ad allontanarsi dall'Ungheria.
Ignjatović aderì al partito popolare del leader dei serbi in Voivodina, Svetozar Miletić,  nella sua lotta politica contro l'Impero d'Austria e fu eletto due volte nella dieta dell'Ungheria. Ignjatović conservò simpatie per il popolo ungherese e questo fatto comportò allo scrittore qualche incomprensione con i serbi.

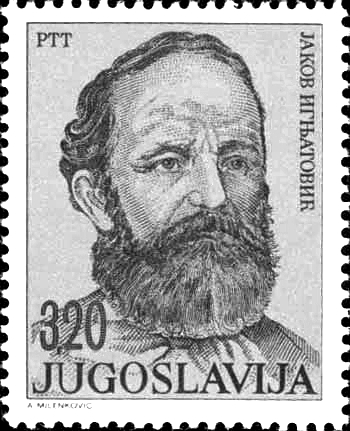
Jakov Ignjatović su un francobollo jugoslavo del 1975

Durante la sua collaborazione con la rivista letteraria Srpski letopis ("Annali serbi"), Ignjatović elaborò un suo modello letterario con l'articolo Pogled na književnost ("Uno sguardo sulla letteratura", 1857), nel quale l'autore invitò i colleghi a non ispirarsi più ai classici e alla letteratura tedesca, ma a dirigere la propria attenzione alla storia, alla tradizione, alla realtà sociale serba, per creare e formare uno spirito e un'unità letteraria formati da elementi serbi, seguendo l'esempio di Dositej Obradović e di Vuk Stefanović Karadžić, i grandi riformatori della lingua serba.
Anche se alcuni lavori successivi di Ignjatović, come Djuradj Branković (1859), Manzoe i Džemila (1860), Kru za rod ("Il sangue per la stirpe", 1862),  mantennero alcuni elementi romantici, già con Trideset godina iz života Milana Narandžića ("Trenta anni di vita di Milan Narandžić", 1863), Ignjatović aderì al Realismo, e basò i contenuti dei suoi romanzi sulla descrizione delle caratteristiche e dei difetti della borghesia serba, sulla relazione tra le persone e tra l'individuo e l'ambiente, sugli aspetti sociali della vita.
Sulla stessa linea letteraria si rivelarono i lavori successivi, come Čudan svet ("Stramba gente", 1869), Vasa Rešpekt (1875), Večiti mladoženja ("L'eterno fidanzato", 1878) e Stari i novi majstori ("Vecchi e nuovi maestri", 1883), i quali si caratterizzarono per il rimpianto delle tradizioni, della società patriarcale e contadina, delle virtù dei padri e per la descrizione della decadenza dei valori contemporanei.
I personaggi creati da Ignjatović si rivelarono originali e spontanei, mentre la trama dei romanzi venne impreziosita da elementi comici e brillanti.
Il romanzo Uveo listak fu ispirato dalla precoce morte del figlio di Ignjatović.
Ignjatović fu eletto membro dell'Accademia reale serba nel 1888.
Ignjatović morì di tubercolosi, il 5 luglio 1889, in una condizione di grande solitudine.

## Opere
- Đurađ Branković, Sremski Karlovci, 1859;
- Milan Narandžić, Novi Sad 1860—1863, seconda edizione, Belgrado, 1900;
- Čudan svet, Novi Sad, 1869;
- Dela Jakova Ignjatovića, Novi Sad, 1874, seconda edizione Temišvar, 1878;
- Uveo listak, Novi Sad, 1878;
- Adam i berberin prvi ljudi, Novi Sad, 1881;
- Stari i novi majstori, Novi Sad, 1883;
- Patnica, Novi Sad, 1888, seconda edizione, Belgrado, 1936;
- Večiti mladoženja, Belgrado 1910;
- Vasa Rešpekt, Belgrado, 1913;
- Dela, I—II, Belgrado, 1932—1935;
- Odabrana dela, Novi Sad, 1948—1953;
- Odabrana dela, Novi Sad e Belgrado, 1959-1969;
- Memoari, Belgrado, 1966;
- Odabrana dela, Novi Sad, 1985.